# Гори, гори, моя зірко
«Гори, гори, моя зірко» (рос. Гори, гори, моя звезда) — радянський художній фільм, трагікомедія режисера Олександра Мітти 1969 року. Оригінальна назва відсилає до російського романсу «Гори, гори, моя звезда». Фільм з українською колористикою, пропагує більшовицький лад.

## Сюжет
Події картини відбуваються на теренах півдня колишньої Російської імперії під час громадянської війни у 1920 році. У невеликому провінційному містечку Крапівніци до влади приходять то червоні, то білі, що просуваються до Криму, то зелені. Головний герой — театральний режисер Володимир Іскремас (псевдонім, який означає «Мистецтво — революційним масам») знайомиться з місцевою мешканкою Крисею (Христиною Котляренко) і ставить трагедію про Жанну д'Арк, де головну роль грає Крися. Він одержимий театром та ідеями його перетворення в умовах нового революційного мистецтва.

## У ролях
- Олег Табаков — Іскремас Володимир
- Олег Єфремов —  Федір, художник-самородок
- Євген Леонов —  Пашка, господар ілюзіона
- Олена Проклова —  Христина Котляренко (Крися)
- Леонід Дьячков —  Охрім
- Леонід Куравльов —  комісар Сердюк
- Володимир Наумов —  штабс-капітан
- Павло Винник —  чоловік у німому кіно
- Костянтин Воїнов —  білий офіцер
- Мікаела Дроздовська —  дружина штабс-капітана
- Анатолій Єлісєєв —  Вахромєєв, вбивця Федора
- Нонна Мордюкова —  мадам
- Ірина Мурзаєва —  таперка
- Тетяна Непомняща —  Маргарита Власівна, танцюристка
- Любов Соколова —  дружина Федора
- Т. Полякова —  дружина в німому кіно
- Лев Поляков —  коханець у німому кіно
- Олександр Пороховщиков —  білий офіцер
- Олександр Філіппенко —  «стрілець», білий офіцер
- Людмила Хмельницька —  Анюта, висока танцюристка
- Марлен Хуцієв —  князь
- Борис Болдиревський — епізод (немає в титрах)
- Олександр Мілютін —  конвоїр  (немає в титрах)
- Рогволд Суховерко —  «зелений», підручний Охріма  (немає в титрах)

## Знімальна група
- Автор сценарію:  Юлій Дунський,  Валерій Фрід,  Олександр Мітта
- Режисер:  Олександр Мітта
- Оператор:  Юрій Сокол
- Композитор:  Борис Чайковський
- Художник: Борис Бланк
- Звукооператор: Ігор Урванцев